# Max Angelelli
Massimiliano "Max" Angelelli, född den 15 december 1966 i Bologna, Italien, är en italiensk racerförare.

## Racingkarriär
Angelelli inledde sin karriär i det tyska mästerskapet i formel 3, där han blev tvåa 1993 och trea 1995. Efter några år utan tävlande på toppnivå flyttade Angelelli till USA och började tävla där i sportvagnar. Han tävla fyra år i ALMS innan han gick till Grand Am, där han under sin debutsäsong 2004 blev fyra. År 2005 vann Angelelli både Daytona 24-timmars och mästerskapet, samt blev trea 2006 och 2007, innan han hade ett relativt misslyckat år 2008, då han slutade på en elfteplats totalt. Under 2009 års säsong blev dock återigen Angelelli en av mästerskapskandidaterna, men han och Brian Frisselle kunde inte höja sin nivå när det gällde som mest, och duon slutade på tredje plats efter en dramatisk säsongsfinal.